# Dissoziative Identitätsstörung
Bei einer dissoziativen Identitätsstörung (DIS) übernehmen nach DSM-5 und ICD-11 verschiedene Persönlichkeitszustände (dissoziative Identitäten) abwechselnd die Kontrolle über das Denken, Fühlen und Handeln eines Menschen. Aus dieser Sicht verfügen solche Identitäten über eigene Charaktereigenschaften, Verhaltensweisen, Fähigkeiten, Wahrnehmungs- und Denkmuster, und werden daher auch als Zeichen Struktureller Dissoziation betrachtet. Zusätzlich würden Erinnerungslücken zu Ereignissen oder persönlichen Informationen auftreten, die nicht mehr durch gewöhnliche Vergesslichkeit erklärbar sind.
Das früher als multiple Persönlichkeit(sstörung) (MP/MPS) bekannte Zustandsbild ist nicht zu verwechseln mit Persönlichkeitsstörungen oder psychotischen Störungen (siehe Abschnitt Klassifikation) und wird in der Regel von weiteren psychischen Symptomen begleitet.

## Verbreitung
Aufgrund mehrerer Studien wurde die Prävalenz der DIS auf 0,5 bis 1 Prozent in der Gesamtbevölkerung und auf 5 Prozent bei stationären psychiatrischen Patienten geschätzt. Nach einer Publikation von 1993 war das Verhältnis von Frauen zu Männern 9:1.
In einer Übersichtsarbeit zu den von 2000 bis 2010 veröffentlichten Fällen wurde festgestellt, dass die internationale Verbreitung der DIS wegen stark verzerrter Datenlage (u. a. nordamerika-lastig) nicht zu beschreiben war. Im Übrigen wurde hervorgehoben, dass Diagnosen außerhalb von Therapien nahezu nie vorkamen.

## Ursachen und Entstehung

### Trauma-Hypothese
Nach jahrzehntelanger Auswertung einer großen Anzahl von Krankengeschichten gibt es die Hypothese, dass die DIS durch äußere Störeinflüsse auf die Entwicklung während der Kindheit verursacht werde, da mehrheitlich von Patienten frühere traumatische Lebensereignisse berichtet würden. Extrem negative Lebensumstände überwältigender Art wie Vernachlässigung, Misshandlung und sexuelle Übergriffe könnten die Entwicklung einer integrierten Persönlichkeit beeinträchtigen, insbesondere wenn die ersten traumatischen Erfahrungen vor dem Alter von fünf Jahren geschehen. Stattdessen könne es zu einer Abkapselung von Gedächtnisinhalten und wechselnden Identitäten kommen. Die DIS wird von manchen Autoren als Traumafolgestörung angesehen. Neben anderen Modellen basiert das Ego-State-Modell auf diesem Erklärungsansatz.

### Soziokognitive Hypothese
Von manchen Autoren wurden Unstimmigkeiten im Zusammenhang mit der Störung gesehen:
- Sehr wenige Kinder hätten diese Diagnose erhalten, obwohl die Krankheit ab dem Alter von drei Jahren auftreten könne.
- Es traten Identitäten in Form von Tieren oder Fabelwesen auf.
- Im Verlauf der Therapie sowie generell bis in die 1990er Jahre habe es eine Zunahme der Anzahl der jeweiligen Identitäten pro Person gegeben.
- Erinnerungsverfälschungen wie Pseudoerinnerungen seien seit den 1990er Jahren dokumentiert worden.

Einige Autoren folgerten daraus, dass therapeutische Suggestion eine entscheidende Rolle bei der Entstehung der Störung spielen könnte.
Es wurde vielfach untersucht, ob es möglich ist, eine DIS zu simulieren. Eine systematische Übersichtsarbeit von 2014 kam zu dem Ergebnis, dass bei den Hauptsymptomen gesunde Versuchspersonen, die die Störung simulieren sollten, und Versuchspersonen, die mit DIS diagnostiziert waren, weitgehend ununterscheidbar waren. Die Autoren folgerten daraus, dass die Simulationsstudien eher die soziokognitive Hypothese als die Trauma-Hypothese stützen würden.

## Symptombild
Betroffene haben wechselnde Identitäten mit jeweils eigenem Selbstbild und -konzept, beispielsweise grundlegende Einstellungen und Gefühle betreffend. Hinzu kommen Erinnerungslücken und regelmäßig auch Symptome ähnlich denen der posttraumatischen Belastungsstörung (PTBS). Unterschiedliche weitere Symptome, die denen anderer Störungen ähneln, sind häufig und bessern sich in der Regel nur, wenn die DIS in ihre Behandlung mit einbezogen wird. Dazu gehören insbesondere Depressionen, Angst-, Schlaf- und Essstörungen, Sucht- und Zwangserkrankungen, somatoforme Störungen, ängstlich-vermeidendes und Borderline-Verhalten. Markante Unterschiede zwischen den einzelnen Identitäten sind dabei nicht ungewöhnlich; auch das empfundene Alter oder Geschlecht sowie die Handschrift können sich unterscheiden. Das gesamte Symptombild weist dadurch eine besondere Bandbreite und Variabilität auf. Des Weiteren nehmen die Betroffenen ihre Identitätswechsel in der Regel lange Zeit nicht als solche, sondern als unklare Störungen wahr. Auch deshalb bleibt eine DIS oft lange unerkannt oder falsch diagnostiziert.

## Neurobiologie

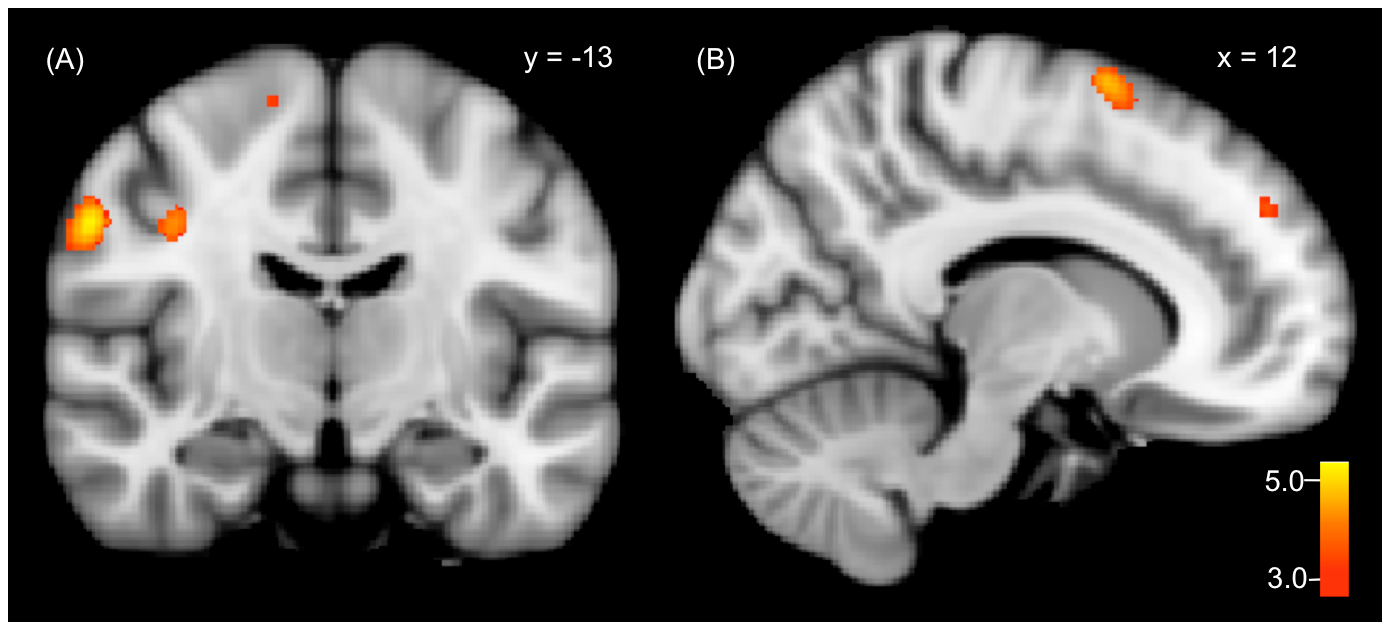
Die Neurobiologie der DIS wird unter anderem mit bildgebenden Verfahren untersucht.

Mit dem Identitätswechsel gehen Wechsel körperlicher Werte des vegetativen Nervensystems (zum Beispiel Puls, Blutdruck, Muskelspannung, Sehschärfe) und markante Wechsel in der Aktivität des Gehirns einher, wie mit bildgebenden Verfahren wiederholt nachgewiesen wurde. Auch bestimmte anatomische Abweichungen im Gehirn von Menschen mit DIS wurden wiederholt festgestellt. Diese betrafen jedoch nur statistische Daten von Gruppen, nicht aber die Daten von Einzelpersonen.

## Diagnose
Die Diagnose erfolgt durch Erhebung der Krankengeschichte, eventuell mit Eigen- und Fremdanamnese. Sie gilt als anspruchsvoll, auch weil es Teil des Symptombildes ist, dass die Persönlichkeitszustände oft nur getrennt erlebt werden und teilweise die Tendenz besteht, sie zu verbergen. Auch daher ist das Risiko einer Fehldiagnose erhöht.
Sofern ein Persönlichkeitszustand dominant ist und normalerweise im Alltag funktioniert, jedoch dissoziatives Wiedererinnern (Intrusionen) anderer Persönlichkeitszustände vorkommen, und die exekutive Kontrolle über das Bewusstsein und Verhalten, wenn überhaupt, nur gelegentlich, begrenzt und vorübergehend bei verschiedenen Persönlichkeitszuständen liegt, kommt eine partielle dissoziative Identitätsstörung (ICD-11 6B65; ICD-10 F44.9 dissoziative Störung [Konversionsstörung], nicht näher bezeichnet) als Diagnose in Betracht.

## Differenzialdiagnose
- Patienten mit einer Borderline-Störung leiden unter häufigen Stimmungsschwankungen, oft ohne von außen erkennbare Ursache, die auf den ersten Blick wie Identitätswechsel erscheinen können. Außerdem sind schwerwiegende Identitätsstörungen typisch für das Krankheitsbild.[18][23]
- Auch manche Formen der Schizophrenie können Ähnlichkeit zu Symptomen aufweisen, die bei der DIS möglich sind. So erleben manche dieser Patienten Stimmen, die ihre Handlungen kommentieren und beobachten.[24][25]
- Die posttraumatische Belastungsstörung kann nicht sicher von der dissoziativen Identitätsstörung unterschieden werden, weil es keinen direkten Zusammenhang zwischen Dissoziation und Gedächtnisstörungen gibt.[26]

## Behandlung
Jenseits pharmakotherapeutischer Interventionen wird für die Behandlung der DIS ein eklektischer Therapieansatz empfohlen, „der psychodynamische, kognitiv-behaviorale, hypnotherapeutische und traumaadaptierte Vorgehensweisen umfasst“. Eingesetzte Verfahren sind die von John und Helen Watkins entwickelte Ego-State-Therapie und die von Luise Reddemann und anderen konzipierte Psychodynamisch Imaginative Traumatherapie (PITT). Zu den die Behandlung begleitenden Verfahren gehören unter anderem Ergo- und Kunsttherapie.

### Psychotherapie
Die Therapie verfolgt grundsätzlich das Ziel, die Lebensqualität durch verbesserte Bewältigung der Gegensätze zwischen Persönlichkeitszuständen zu steigern, sowie die selbstregulativen Kräfte zu stärken. Sofern vom Patienten gewünscht, gilt es, die Integration verschiedener Persönlichkeitszustände zu unterstützen. Zu den Prioritäten der therapeutischen Arbeit gehören:
1. Stabilisierung und Sicherheit
2. Traumabearbeitung zur Reduktion der damit assoziierten, PTBS-artigen Symptomatik
3. Sofern gewünscht, Integration von Persönlichkeitszuständen

Unter Beachtung dieser Prioritäten stehen drei Felder im Fokus:
1. Reaktionsmuster bei Gefahren und Traumata
2. Unterbrechungen, Lücken und Sprünge in der kindlichen und jugendlichen Entwicklung
3. Bindungs- und Abgrenzungsverhalten

Für die Therapie der DIS stehen zahlreiche psychotherapeutische Methoden zur Verfügung, unter denen die Enaktive Traumatherapie, die Ego-State-Therapie und die Psychodynamisch Imaginative Traumatherapie bevorzugt zum Einsatz empfohlen werden. Die American Psychological Association rät in Auswertung der Mitteilungen erfahrener Therapeuten zu einer individuell angepassten und sorgfältig abgestuften Behandlung. Besonders in der ersten Phase der Therapie gelte es, die Patienten beim Aufbau von spezifischen Fähigkeiten zu unterstützen, die helfen können, riskantes oder gefährliches Verhalten zu vermeiden und sich zu schützen, damit sie sich zunehmend sicher fühlen können. Zu diesen Fähigkeiten gehört die Regulierung von Affekten und Emotionen, die Impulskontrolle und erfolgversprechende Strategien der zwischenmenschlichen Interaktion. Dissoziierte Selbstzustände sollten möglichst frühzeitig in der Behandlung identifiziert und mit ihnen gearbeitet werden, wobei darauf zu achten sei, die Patienten nicht zu überwältigen.
Die Traumatherapeuten Suzette Boon, Kathy Steele und Onno van der Hart legten bereits 2011 ein Manual für das sogenannte Skillstraining von Patienten und Therapeuten vor. Für das therapeutische Vorgehen werden insbesondere die Altersgruppen der bis Vierjährigen, der Vier- bis Achtzehnjährigen und der Erwachsenen unterschieden. Entsprechend wurden Richtlinien für die Behandlung von Kindern und Jugendlichen einerseits und Erwachsenen andererseits vorgelegt.
Insgesamt besteht Einigkeit in der Anwendung eines phasenorientierten Vorgehens, „bei dem zunächst eine Stabilisierung der Patienten angestrebt wird, bevor man sich gezielt der Bearbeitung traumatischen Materials zuwendet“. Der Einsatz störungsspezifischer Techniken diene der Entwicklung und Unterstützung eines zusammenhängenden Selbst. „Als Therapie der Wahl“ gelte „eine individuelle ambulante Langzeitpsychotherapie mit zwei Stunden pro Woche über mehrere Jahre“, doch hätten sich auch „kombinierte Therapieangebote von ambulanter und stationärer Intervalltherapie klinisch bewährt“. Überdies lägen „erste Erfahrungen von strukturierten Gruppenangeboten zur gezielten Stabilisierung in Kombination mit individuellen Einzeltherapien vor“, die „in Zukunft möglicherweise effizientere und ökonomischere Alternativen zur alleinigen Langzeitpsychotherapie darstellen können“, wie im Jahr 2006 im Deutschen Ärzteblatt mitgeteilt wurde.

### Fehlbehandlungen
Herzog, Kaiser und Huntjens weisen in ihrem Faktencheck aus wissenschaftlicher Perspektive darauf hin, dass Psychotherapien, bei denen die bestehenden Identitäten bei Patienten mit einer Dissoziativen Identitätsstörung als tatsächlich existierende Personen betrachtet und anerkannt werden, das Potenzial zur Induktion von „alter“-Persönlichkeiten haben und deshalb als „wahrscheinlich schädliche Therapie“ eingestuft werden. Behandlungsansätze einer Deprogrammierung und Recovered-Memory-Techniken vermittelten teils ungeprüfte, teils nachweislich falsche Annahmen über die zu behandelnde Störung und seien auf Grund ihres Potenzials zur Produktion von falschen Erinnerungen potenziell schädliche bzw. symptomverschlimmernde Fehlbehandlungen.

### Pharmakotherapie
Es gibt bisher (Stand Juli 2024) kein Medikament, das zur Behandlung der dissoziativen Identitätsstörung zugelassen ist. Vorhandene Forschungsergebnisse sind noch von geringer Aussagekraft, und weitere Studien werden benötigt. Eine etwaige Medikation findet daher im Rahmen des Off-Label-Use statt. Sie orientiert sich sowohl an der individuellen Symptomatik als auch an der individuellen Reaktion auf das Medikament.

## Prognose und Verlauf
Die individuellen Einschränkungen variieren stark: Einige Menschen können mit dissoziativen Identitäten hohe akademische und berufliche Leistungen erbringen. Eine Übersichtsstudie von 2023 beschreibt die Möglichkeiten eines erfüllten Lebens für Personen mit DIS durch ausreichende Kenntnisse über die Störung und wirksame Therapien.

## Geschichte

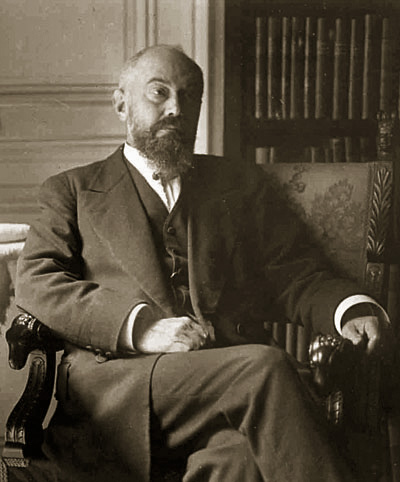
Pierre Janet (1859–1947) ist bekannt für Beiträge zur Dissoziation und Psychotraumatologie.

Diskurse über dissoziative Identitäten waren bei französischen Psychiatern und Philosophen der Jahre 1840 bis 1880 ein häufiges Thema; so wurde ein Fall aus dem 16. Jahrhundert erstmals 1896 und dann erneut 1996 analysiert. Der Begriff der Dissoziation als „Desintegration und Fragmentierung des Bewusstseins“ wurde 1889 durch den französischen Psychiater und Begründer der modernen dynamischen Psychiatrie Pierre Janet (1859–1947) geprägt. Er entwickelte eine bis heute einflussreiche Theorie über die Verarbeitungsprozesse traumatischer Erfahrungen und betrachtete die Traumaantwort grundsätzlich als eine Störung des Gedächtnisses, welche die Integration der traumatischen Erinnerungen in bestehende kognitive Strukturen verhindere, was über eine Abspaltung von Bewusstsein und Willenskontrolle zu dissoziativer Amnesie führe.
Im Jahr 1973 erschien Sybil, ein von der Journalistin Flora Rheta Schreiber verfasster Bericht über eine Patientin mit 16 Persönlichkeitszuständen, der zum Bestseller avancierte. Danach meldeten sich in den USA mehrere Hundert Menschen, die angaben, ebenfalls unter dieser Störung zu leiden. In späteren Jahren wurde das Buch aufgrund bestimmter darin vorkommender Methoden zur Behandlung (Erzeugung von Medikamentenabhängigkeit, Elektroschock) und der kommerziellen Interessen der Beteiligten als unzuverlässige und irreführende Quelle angesehen. Die Psychiaterin der Patientin habe, so wird vermutet, diese zu entscheidenden Aussagen verleitet und vom Verkauf ihrer Geschichte profitiert.

### Klassifikation
Historisch waren die dissoziativen Störungen, einschließlich der dissoziativen Identitätsstörung, in breiteren Diagnosen subsumiert. Mit der Veröffentlichung des DSM-III der American Psychiatric Association im Jahr 1980 wurde die DIS mit der Diagnose multiple Persönlichkeit erstmals eigenständig und definiert, ehe sie zur multiplen Persönlichkeitsstörung (DSM-III-R, 1987), und schließlich zur dissoziativen Identitätsstörung fortentwickelt wurde (seit DSM-IV, 1994).
Die Weltgesundheitsversammlung, das höchste Entscheidungsorgan der Weltgesundheitsorganisation, ist für die Verabschiedung neuer Versionen der Internationalen Klassifikation der Krankheiten (ICD) zuständig. In dieser Klassifikation erstmals separat verzeichnet war die Störung mit der Diagnose multiple Persönlichkeitsstörung (erste ICD-10-Version, 1993), die dann in multiple Persönlichkeit umbenannt (alle späteren ICD-10-Versionen), und schließlich zur dissoziativen Identitätsstörung fortentwickelt wurde (ICD-11, 2019 beschlossen, ab 2022 in Kraft).
| Inkrafttreten | Weltgesundheitsorganisation             | American Psychiatric Association           |
| ------------- | --------------------------------------- | ------------------------------------------ |
| 1980          |                                         | DSM-III: multiple Persönlichkeit           |
| 1987          |                                         | DSM-III-R: multiple Persönlichkeitsstörung |
| 1993          | ICD-10: multiple Persönlichkeitsstörung |                                            |
| 1994          |                                         | DSM-IV: dissoziative Identitätsstörung     |
| 2000          |                                         | DSM-IV-TR: dissoziative Identitätsstörung  |
| 2003          | ICD-10: multiple Persönlichkeit         |                                            |
| 2013          |                                         | DSM-5: dissoziative Identitätsstörung      |
| 2022          | ICD-11: dissoziative Identitätsstörung  |                                            |

### Kritik bezüglich der Geschichte der Klassifikationen
Mehrere systematische Übersichtsarbeiten gelangten ab Mitte der 2000er bis in die 2010er Jahre hinein zu dem Schluss, dass das Konzept der Krankheit überwiegend auf einer Modeerscheinung der 1980er und 1990er Jahre beruhe, wissenschaftlich unzureichend begründet sei und das Forschungsinteresse seitdem zurückgegangen sei.
Mittlerweile hat sich die Diskussion bezüglich der Aussagekraft (Validität) der Diagnose von dissoziativen Identitätsstörungen etwas verschoben. Zweifel am Vorhandensein der Krankheit werden deutlich seltener geäußert. Dafür wird vermehrt auf eine durch Social Media hervorgerufene Problematik hingewiesen: Immer häufiger stellen dort Teilnehmer auf Plattformen wie beispielsweise TikTok ihre (oftmals selbst diagnostizierte) Persönlichkeitsstörung und ihre vermeintlich wechselnden Identitäten zur Schau. Dies geht häufig mit einer Romantisierung, Glorifizierung und Sexualisierung der Störung einher. Es erscheint möglich, dass sich Menschen, die sich solche Videos ansehen, selbst falsch positiv diagnostizieren.

## Fachliteratur
- Ursula Gast, Gustav Wirtz. Dissoziative Identitätsstörung bei Erwachsenen (Leben Lernen, Bd. 283): Expertenempfehlungen und Praxisbeispiele. Vol. 283. Klett-Cotta, 2. neubearbeitete Auflage 2022, ISBN 978-3-608-20617-3.
- Philipp Herzog, Tim Kaiser & Rafaële J. C. Huntjens: Von hartnäckigen Fiktionen und unbequemen Wahrheiten über die Dissoziative Identitätsstörung. Ein Faktencheck aus wissenschaftlicher Perspektive. In: Psychotherapeutenjournal. Band 24, Nr. 1, 2025, S. 37–47, doi:10.61062/ptj202501.005 (psychotherapeutenjournal.de [PDF; 374 kB]).
- Luise Reddemann: Dissoziation. In: T. Bronisch, L. Reddemann, M. Bohus, M. Dose, C. Unckel: Krisenintervention bei Persönlichkeitsstörungen: Therapeutische Hilfe bei Suizidalität, Selbstschädigung, Impulsivität, Angst und Dissoziation. Pfeiffer bei Klett-Cotta, Stuttgart 2000, ISBN 3-608-89688-0. 4. Auflage: Klett-Cotta, Stuttgart 2009, ISBN 978-3-608-89096-9, S. 145–163.
- Luise Reddemann, Arne Hofmann, Ursula Gast: Psychotherapie der dissoziativen Störungen. 3., überarbeitete Auflage. Thieme, Stuttgart 2011, ISBN 978-3-13-130513-8.

## Rezeption in den Medien
Die DIS findet sich in Filmen und Büchern sowohl als bloßes Mittel zur Handlungsentwicklung, als auch als zentrales Thema. Die Darstellung in Spielfilmen wird als häufig realitätsfern beschrieben, was Fach- und Interessensverbände kritisieren. Es sind mehrere autobiografische Werke erschienen, die zum Teil wesentlichen Einfluss auf die allgemeine Kenntnis und das öffentliche Verständnis der DIS hatten.

### Dokumentationen
- Multiple Persönlichkeit, Die Frage, Funk, 2019[60][61][62]
- The Lives I Lead, Radio 1 Stories, BBC Radio 1, 2018[63][64]
- Multiple Persönlichkeit: „Ich bin viele!“, Radiowissen, Bayern 2, 2013[65]

### Autobiografien
- Cameron West: First Person Plural: My Life As A Multiple. Hyperion, New York 1999
  - deutsche Ausgabe: Erste Person Plural. Die Geschichte meiner vielen Persönlichkeiten. List, München 1999
- Joan Frances Casey: The Flock. Random House Publishing, New York 1991[66]
  - deutsche Ausgabe: Ich bin viele: Eine ungewöhnliche Heilungsgeschichte, Rowohlt Verlag, Reinbek bei Hamburg 1992[67]
- Truddi Chase: When Rabbit Howls, Berkley Books, New York, 1987[59][68]
  - deutsche Ausgabe: Aufschrei. Bastei Lübbe, Bergisch Gladbach 1988

### Romane und Novellen
- Hannah C. Rosenblatt: aufgeschrieben. Edition Assemblage, Münster 2019[69][70]
- Matt Ruff: Set This House in Order: A Romance of Souls. HarperCollins Publishers, New York 2003[71][72]
  - deutsche Ausgabe: Ich und die anderen. Carl Hanser Verlag, München 2004
- Adriana Stern: Hannah und die Anderen. Argument Verlag, Hamburg 2001
- Daniel Keyes: The fifth Sally. Houghton Mifflin Harcourt, Boston 1980
  - deutsche Ausgabe: Die fünfte Sally. Nymphenburger Verlag, München 1983

### Spielfilme und Serien
- Eva mit den drei Gesichtern, USA, 1957
- Voices Within: The Lives of Truddi Chase, USA, 1990[73][74][75]
- Frankie & Alice, Canada, 2010[76][77]
- Taras Welten, USA, 2009–2011
- What If It Works?, Australien, 2017[78][79]
- Split, USA, 2017